# Álvaro de Melo Machado
Álvaro Cardoso de Melo Machado GOC • CvA • ComA, igualmente conhecido como Comandante Álvaro de Melo Machado, nascido a 22 de fevereiro de 1883, foi um político, militar, escoteiro e ferroviário português.

## Biografia

### Carreira militar, política, escotista e profissional
Foi um oficial da Marinha Portuguesa, tendo atingido a patente de comandante, e recebido vários louvores pelas suas acções como oficial.

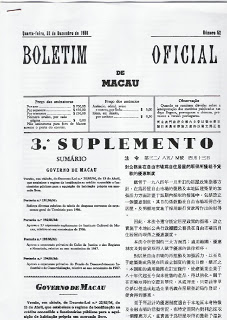
Boletim Oficial de Macau

Em 1910, foi nomeado como governador interino da Província de Macau. A fundação do primeiro grupo de escoteiros em território português ocorreu em Macau, em 1911, por iniciativa do então Tenente Álvaro de Melo Machado, governador do território. O seu conhecimento da existência do Escotismo e do seu potencial, adveio da proximidade de Hong-Kong, onde já havia também grupos de escoteiros. É o próprio Governador de Macau quem afirma, "- Como eu era governador de Macau, protegia muito os rapazes. Pessoa que ali caía eu dizia-lhe logo: - Você tem de me ajudar nos Escoteiros! – Arranjei-lhes material e barracas e outras coisas". Com a colaboração da filha do comissário da alfândega chinesa, foram constituídas duas Patrulhas de Escoteiras e duas de Escoteiros, surgindo assim o primeiro Grupo de Escoteiros Portugueses, devidamente uniformizados e organizados.
Regressado a Lisboa em 1912, Álvaro de Melo Machado empenha-se na formação de um grupo de escoteiros na capital, que viria a ser o 2º Grupo da Associação dos Escoteiros de Portugal (AEP), pois entretanto na ACM surgira também um Grupo de Escoteiros, o que viria a ser o 1º Grupo da AEP.
Demitiu-se da posição de governador interino em 22 de Março de 1913. Nesse ano fundou, em Lisboa, a Associação dos Escoteiros de Portugal, a mais antiga associação juvenil portuguesa activa, da qual foi o primeiro Escoteiro-chefe-geral.
Em Abril de 1925, tornou-se administrador-delegado na Companhia do Caminho de Ferro de Benguela, posição que até então tinha sido exercida pelo seu pai, o general Joaquim José Machado.
Em 17 de Maio de 1933, foi nomeado por uma portaria para formar a Comissão de Defesa do Porto do Lobito.  Em 1936, foi eleito para o posto de secretário geral da Direcção da Sociedade de Geografia de Lisboa.
Em 31 de Outubro de 1954, abandonou a posição de administrador delegado da Companhia do Caminho de Ferro de Benguela, a seu pedido. Nessa altura, foi louvado pelo presidente do Conselho de Administração, Alexandre Pinto Basto, que afirmou: Durante quase trinta anos, o sr. Comandante Álvaro de Melo Machado serviu a Companhia com ilimitada dedicação, lúcida inteligência e inquebrantável energia, mostrando-se em todas as circunstâncias e através de todas as vicissitudes o homem verdadeiramente à altura das suas grandes responsabilidades.
Em 19 de Novembro de 1949 presidiu aos trabalhos da Sessão Inaugural da Fraternal dos Antigos Escoteiros, actualmente denominada Fraternal Escotista de Portugal. Em 1955, passou a fazer parte do Conselho Directivo da Gazeta dos Caminhos de Ferro.

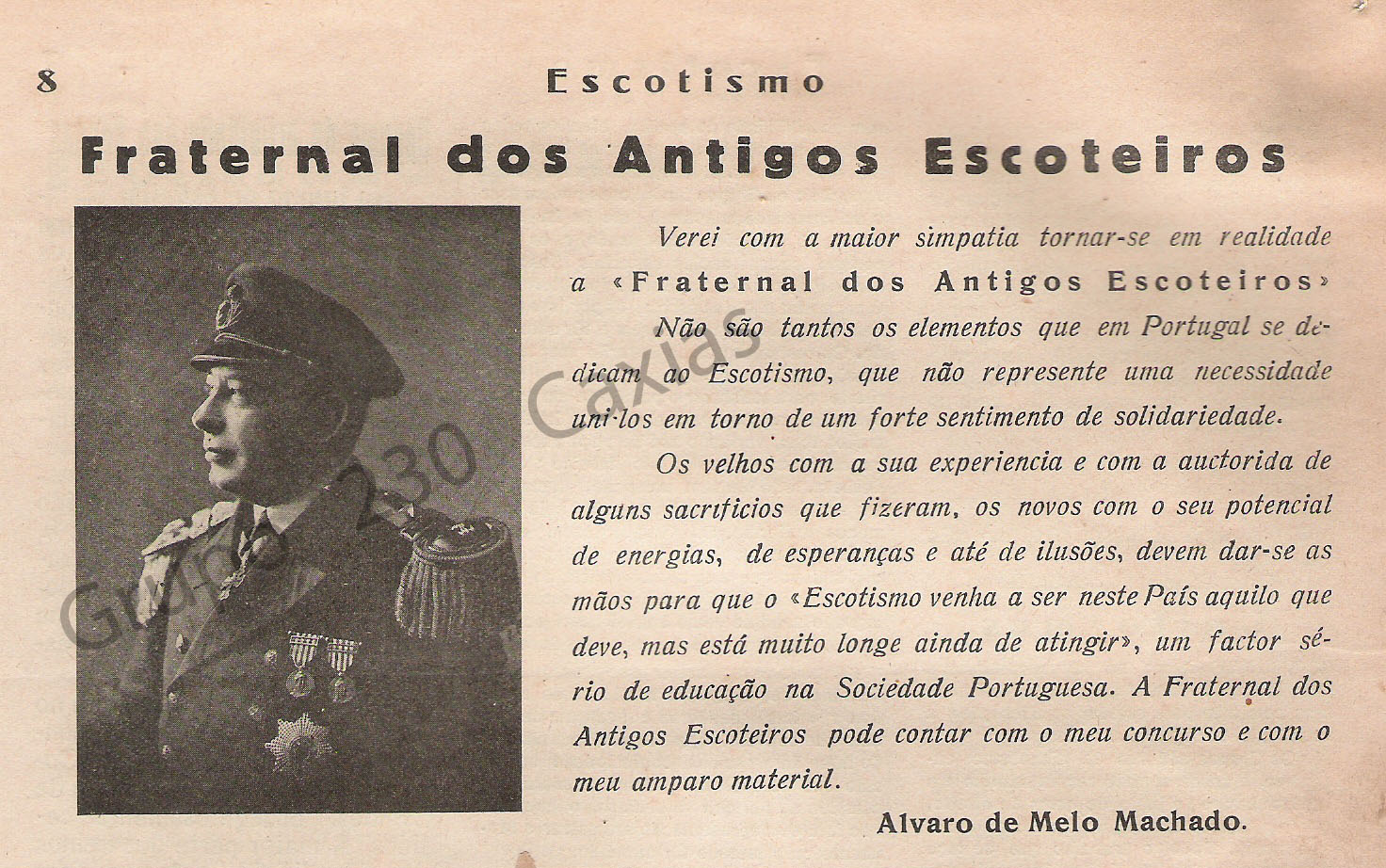
Fraternal dos Antigos Escoteiros, actualmente denominada Fraternal Escotista de Portugal

### Homenagens
Foi agraciado, a 2 de Maio de 1919, com o grau de Cavaleiro, e, a 19 de Outubro do ano seguinte, de Comendador da Ordem Militar de Avis; em 1926, é autorizado a aceitar o grau de Cavaleiro da Academia Francesa, que lhe foi atribuído pelo Governo Francês, e, a 17 de Novembro de 1938, foi distinguido com o grau de Grande-Oficial da Ordem Militar de Cristo.

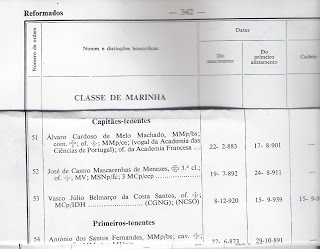
Lista da Armada